# Bob McKenzie (actor)
Bob McKenzie (22 de septiembre de 1880 - 8 de julio de 1949) fue un actor estadounidense nacido en Irlanda. Apareció en 310 películas entre 1915 y 1946. McKenzie se casó con la actriz Eva McKenzie, su matrimonio duró hasta su muerte en 1949 tras sufrir un ataque cardíaco. La pareja llegó a aparecer en la película de los Los Tres Chiflados The Yoke's on Me, interpretando a una pareja. Eva y Bob tuvieron 3 hijos, Fay McKenzie, Ida Mae McKenzie y Ella McKenzie.

## Filmografía
- Shoulder Arms (1918)
- Don Quickshot of the Rio Grande (1923)
- Where is This West? (1923)
- The Covered Trail (1924)
- Bad Man's Bluff (1926)
- Set Free (1927)
- The White Outlaw (1929)
- See America Thirst (1930)
- Hook, Line and Sinker (1930)
- Cimarron (1931)
- Guilty Hands (1931)
- The Half-Naked Truth (1932)
- I'm No Angel (1933)
- Tillie and Gus (1933)
- Broadway Bill (1934)
- The Little Minister (1934)
- The Witching Hour (1934)
- The Old Fashioned Way (1934)
- You're Telling Me! (1934)
- Naughty Marietta (1935)
- Mississippi (1935)
- Life Begins at 40 (1935)
- Diamond Jim (1935)
- Annie Oakley (1935)
- San Francisco (1936)
- Senor Jim (1936)
- The Man Who Found Himself (1937)
- The Road Back (1937)
- Wells Fargo (1937)
- Young Fugitives (1938)
- The Adventures of Tom Sawyer (1938)
- Billy the Kid Returns (1938)
- Zenobia (1939)
- Allegheny Uprising (1939)
- Destry Rides Again (1939)
- My Little Chickadee (1940)
- Saps at Sea (1940)
- Anne of Windy Poplars (1940)
- The Return of Frank James (1940)
- Dance, Girl, Dance (1940)
- Santa Fe Trail (1940)
- A Girl, a Guy, and a Gob (1941)
- The Spoilers (1942)
- Syncopation (1942)
- In Old California (1942)
- First Comes Courage (1943)
- Destroyer (1943)
- A Lady Takes a Chance (1943)
- Can't Help Singing (1944)
- Harmony Trail (1944)
- Tall in the Saddle (1944)
- The Strange Affair of Uncle Harry (1945)
- Night and Day (1946)
- Duel in the Sun (1946)